# 余祭
余祭（よさい）は、春秋時代の呉の第3代の王。姓は姫。別名は戴呉、あるいは句戴とも表記される。青銅器「工𫊣大𠭯鍦」の銘文では、名は工𫊣、字は大𠭯。寿夢の子。諸樊の弟。余昧・季札の兄。

## 略歴
諸樊13年（紀元前548年）冬12月、兄の諸樊が戦死すると、その跡を継いで王となった。しかし、余祭4年（紀元前544年）夏5月、舟に乗り移動しながら各地を視察する巡回に出向いたときに、脚を切断され門衛にされた越の捕虜によって惨殺された（『春秋左氏伝』）。